# Снурніцин Андрій Володимирович
Андрі́й Володи́мирович Снурні́цин — майстер спорту України міжнародного класу з кікбоксингу.

## Спортивні досягнення
- чемпіон світу,
- срібний призер чемпіонату світу,
- володар Кубка світу.